# Капитальные вложения
Капитальные вложение (капиталовложения) — совокупность экономических ресурсов, направляемых на капитальное строительство и на воспроизводство основных средств.

## Определение
Согласно БРЭ капитальные вложения — это инвестиции в основной капитал (основные средства), затраты на новое строительство, расширение, реконструкцию и техническое перевооружение, приобретение машин, оборудования, инструмента, инвентаря, проектно-изыскательные работы и другое.
Согласно п. 5 ФСБУ 26 капитальные вложения — это затраты организации на приобретение, создание, улучшение и (или) восстановление объектов основных средств.

## Классификация капитальных вложений
Объектами вложений могут быть разные типы имущества, находящегося в любой форме собственности (частной, государственной, муниципальной). Субъектами (вкладчиками) могут выступать инвесторы, заказчики, подрядчики, пользователи объекта.
Капитальные вложения, увеличивающие запас физического капитала, представляют собой частный случай инвестиций, которые в соответствии с основными разновидностями физического капитала, можно подразделить на инвестиции:
1. в основные производственные фонды и жилищное строительство, то есть расходы на приобретение или строительство зданий, затраты на новое строительство для будущего производства;
2. в машины и оборудование;
3. в товарно-материальные запасы, то есть изменение величины складских запасов материалов, незавершённой и готовой продукции.

Общие капиталовложения в зависимости от целей делятся на прямые, то есть инвестиции в основные средства, непосредственно участвующие в производстве продукции, и косвенные — вложения в инфраструктуру отрасли. Капиталовложения различаются по отраслевому (отрасли материального производства и нематериальной сферы) и территориальному признаку. В зависимости от субъектов капиталовложения делятся на частные (корпорации, малый и средний бизнес), государственные (в том числе муниципальные) и иностранные.

## Учёт капитальных вложений в РСБУ
Согласно п. 5 ФСБУ 26 к объектам капитальных вложений относят затраты на:
- приобретение имущества, предназначенного для использования непосредственно в качестве объектов основных средств или их частей либо для использования в процессе приобретения, создания, улучшения и (или) восстановления объектов основных средств;
- строительство, сооружение, изготовление объектов основных средств;
- коренное улучшение земель;
- подготовку проектной, рабочей и организационно-технологической документации (архитектурных проектов, разрешений на строительство, др.);
- организацию строительной площадки;
- осуществление авторского надзора;
- улучшение и (или) восстановление объекта основных средств (например, достройка, дооборудование, модернизация, реконструкция, замена частей, ремонт, технические осмотры, техническое обслуживание);
- доставку и приведение объекта в состояние и местоположение, в которых он пригоден к использованию в запланированных целях, в том числе его монтаж, установку;
- проведение пусконаладочных работ, испытаний.

Согласно пп. 9, 10 ФСБУ 26 капитальные вложения оцениваются по мере осуществления фактических затрат на сумму приобретения, создания, улучшения и (или) восстановления объектов основных средств, в том числе:
- уплаченные и (или) подлежащие уплате организацией поставщику (продавцу, подрядчику) при осуществлении капитальных вложений;
- стоимость активов организации, списываемая в связи с использованием этих активов при осуществлении капитальных вложений;
- амортизация активов, используемых при осуществлении капитальных вложений;
- затраты на поддержание работоспособности или исправности активов, используемых при осуществлении капитальных вложений, текущий ремонт этих активов;
- заработная плата и любые другие формы вознаграждений работникам организации, труд которых используется для осуществления капитальных вложений, а также все связанные с указанными вознаграждениями социальные платежи (пенсионное, медицинское страхование и др.);
- связанные с осуществлением капитальных вложений проценты, которые подлежат включению в стоимость инвестиционного актива;
- величина возникшего при осуществлении капитальных вложений оценочного обязательства, в том числе по будущему демонтажу, утилизации имущества и восстановлению окружающей среды, а также возникшего в связи с использованием труда работников организации;
- иные затраты.